# Вели (Тверская область)
Вели — деревня в Вышневолоцком городском округе Тверской области.

## География
Находится в центральной части Тверской области на расстоянии приблизительно 20 км по прямой на север от вокзала железнодорожной станции Вышний Волочёк на правом берегу реки Мста.

## История
В 1859 году здесь (деревня Вышневолоцкого уезда) было учтено 20 дворов. До 2019 года входила в состав ныне упразднённого Садового сельского поселения Вышневолоцкого муниципального района.

## Население
Численность населения составляла 137 человек (1859 год), 0 в 2002 году, 1 в 2010.